# Prairie Rose
La ville américaine de Prairie Rose est située dans le comté de Cass, dans l’État du Dakota du Nord. Elle comptait 73 habitants lors du recensement de 2010.

## Histoire
Prairie Rose a été fondée en 1975. Elle fait partie de l’agglomération de Fargo, la ville la plus peuplée de l’État.

## Démographie
| 1980 | 1990 | 2000 | 2010 | - | - |
| ---- | ---- | ---- | ---- | - | - |
| 76   | 78   | 68   | 73   | - | - |

## Source
- (en) Cet article est partiellement ou en totalité issu de l’article de Wikipédia en anglais intitulé « Prairie Rose, North Dakota » (voir la liste des auteurs).

1. ↑  (en) « Statistiques des États-Unis - Dakota du nord - Profils des comtés de 2010 » (consulté en juin 2021)